# Суржиков, Виктор Петрович
Ви́ктор Петро́вич Су́ржиков (18 августа 1947 — 12 января 2009) — мэр Курска (2003—2007).

## Биография
Родился 18 августа 1947 года в селе Старый Город Дмитриевского района Курской области.

### Образование и трудовая деятельность
Окончил Дмитриевский сельскохозяйственный техникум по специальности «бухгалтерский учет и планирование» в 1965 году, Всесоюзный заочный финансово-экономический институт в 1971 году, Высшие курсы КГБ СССР.
Работал экономистом в колхозе «9-е января» Хомутовского района Курской области, инженером-экономистом на Дмитриевском заводе «Лесхозмаш».
С 1968 года — второй, затем первый секретарь Дмитриевского райкома ВЛКСМ Курской области.

### Служба в органах государственной безопасности
С 1974 года служил в органах государственной безопасности. Возглавлял районное отделение КГБ СССР Суджанского района Курской области, затем работал в управлении КГБ области и дослужился до заместителя начальника управления.
С 1996 по 1998 год — представитель Президента РФ в Курской области.
С 1998 по 1999 год — начальник Управления ФСБ РФ по Курской области.
С 1999 по 2000 год — начальник Управления ФСБ РФ по Волгоградской области. С августа 2000 года по сентябрь 2003 года — главный федеральный инспектор по Курской области.

### Политическая деятельность
В 2000 году возглавил в Курской области областную организацию движения Единство.
В том же году баллотировался кандидатом на пост губернатора Курской области, занял второе место, уступив кандидату от коммунистов Александру Михайлову.
28 сентября 2003 года был избран мэром Курска. В этой должности находился до конца 2007 года, когда ушёл в отставку.
Умер в Москве 12 января 2009 года от заболевания крови. Похоронен в Курске на Северном кладбище.

## Награды
- Орден «За заслуги перед Отечеством» IV степени (2007)[2]